# Ditrói Sándor
Ditrói Sándor (Diósgyőr-Vasgyár, 1923. – Miskolc, 2007.) magyar orvos, kórházigazgató.

## Életpályája
Ditrói Sándor Diósgyőr-Vasgyárban, a nagy diósgyőri vasgyár szomszédságában épült kolónián született. Elemi iskoláját a vasgyári iskolában teljesítette, középiskolába az egri cisztercita gimnáziumba járt, 1933–1941 között. Budapesten, a Pázmány Péter Tudományegyetem orvosi karán tanult tovább, de a diplomáját 1948-ban Debreceni Orvostudományi Egyetemen kapta meg. Fül-orr-gégész szakvizsgáját 1953-ban ugyancsak Debrecenben tette le. Ezt követően Diósgyőrben, a Vasgyári Kórházban vállalt állást, amelyet ekkor Földesi József igazgatott. Először sebészként dolgozott Földesi mellett, majd – amikor Czier Béla vezetésével létrejött a fül-orr-gégészeti osztály a belgyógyászat magasföldszintjén – 1950-től Czier mellett dolgozott. A koreai háború után, 1954-ben, Koreába ment dolgozni orvosként, ahonnan 1956-ban jött haza, és onnan hozta szöuli születésű feleségét (később két lányuk született). 1957-ben, Czier Béla halála után – pályázat alapján – ő lett a fül-orr-gégészet osztályvezető főorvosa. Koreai tapasztalatai alapján meghonosította osztályán a craniofaciális sebészetet (koponyadeformitások sebészete). Röviddel ezután alakult ki az osztály plasztikai sebészeti profilja is. Bevezette az osztályon a hallásjavító műtéteket, később a hajátültetést is.
Koreán kívül számos külföldi tanulmányúton, kongresszuson vett részt: Lipcsében, Prágában, Melbourne-ben. 1988-ban megszervezte a kórház első nemzetközi kongresszusát, a sikeres Nemzetközi Maxilliofaciális Kongresszust (International Association fot Maxillio-facial Surgery). Szakmai tudományos tevékenységét mintegy ötven szakcikk, tanulmány és közel száz konferencia-előadás jelzi. Számos hazai és külföldi szakmai szervezetnek volt tagja.
1972-ben lett a Vasgyári Kórház igazgató-főorvosa, s ezt a feladatát egészen nyugdíjba meneteléig, 1989-ig ellátta. Vezetése alatt nagy formátumú fejlesztések történtek a kórházban (pl. a traumatológia megépítése, az ideggyógyászat kialakítása, a mosoda, a konyha, a gyógyszertár, a kórbonctan és a laboratórium fejlesztése). 1988-ban Miskolc város díszpolgárává választotta.

## Díjai
- Érdemes Orvos (MNM) (1962)
- Kiváló Orvos (MFMPK) (1970)
- Április Negyedike Érdemrend (1985)
- Miskolc Város Díszpolgára (1988)